# Limatola
Limatola là một đô thị ở tỉnh Benevento trong vùng Campania, có vị trí khoảng 35 km về phía đông bắc của Napoli và khoảng 30 km về phía tây của Benevento. Tại thời điểm ngày 31 tháng 12 năm 2004, đô thị này có dân số 3.725 người và diện tích là 18,2 km².
Đô thị Limatola có các frazione (đơn vị cấp dưới) Biancano.
Limatola giáp các đô thị: Caiazzo, Caserta, Castel Campagnano, Castel Morrone, Dugenta, Piana di Monte Verna, Sant'Agata de' Goti.